# Denton Welch
Pour les articles homonymes, voir Welch.
Œuvres principales
Maiden Voyage (1943); In Youth is Pleasure (1945); A Voice Through a Cloud (1950)
Denton Welch, né Maurice Denton Welch à Shanghai (Chine) le 29 mars 1915 et mort à Crouch, Kent, Angleterre, le 30 décembre 1948 est un écrivain et artiste peintre britannique.

## Biographie
Maurice Denton Welch naît à Shanghai le 29 mars 1915, dans une famille britannique. Ses parents, Rosalind et Arthur Joseph Welch, tout comme leurs deux familles, y ont développé des sociétés commerciales avec succès. Denton et ses trois frères aînés y sont élevés dans des conditions très favorables. En 1924, Denton est envoyé, comme ses frères à l'école privée de Repton School (en) à Repton, dans le Derbyshire.
En 1927, sa mère meurt. Denton, décrit comme brillant et excentrique, développe un rejet du système scolaire qui culmine avec sa fugue de l'école en 1931. Son père l'invite ensuite à le rejoindre en Chine où il passe une année. Lorsqu'il rentre en Angleterre en 1933, il s'inscrit à l'école d'art du Goldsmiths College, Université de Londres.
Deux ans plus tard, alors qu'il circule à vélo, il est renversé par une automobile qui le laisse gravement blessé. À sa sortie d'hospitalisation, en 1936, il s'installe à la campagne dans l'ouest du Kent où il vivra pour le reste de ses jours.
Là, physiquement diminué par les séquelles de son accident, il continue à dessiner et à peindre, et expose en 1941 au Leicester Galleries. Son œuvre dessinée et peinte est généralement éclipsée par son œuvre écrite. Il commence à écrire dès le début de la Seconde Guerre mondiale, d'abord de la poésie, qui sera publiée à partir de 1941 dans des revues littéraires, puis il entreprend l'écriture d'un journal. Son travail attire l'attention d'Edith Sitwell, qui facilitera la publication du roman autobiographique Maiden Voyage en 1943 chez George Routledge and Sons, en écrira la préface et aidera à sa promotion.
C'est peu après qu'on présente à Welch Eric Olivier, qui deviendra son ami, puis son partenaire jusqu'à ses derniers jours,. Vers le milieu des années 1940 la santé de Welch se dégrade. En 1945, il achève son deuxième roman, In Youth Is Pleasure. Il écrit par ailleurs des nouvelles. Il meurt le 30 décembre 1948 des suites de son accident à vélo, laissant son troisième roman, A Voice through a Cloud, inachevé. 

## Publications posthumes
Après sa mort paraissent Brave and Cruel and Other Stories (1949), un recueil de nouvelles, ainsi que A Voice Through a Cloud (1950), son dernier roman. Désigné par Denton Welch pour être son exécuteur testamentaire, Eric Oliver, s'il contribue à l'édition de plusieurs inédits, revend très vite cette charge à un libraire, qui la revend à son tour au Harry Ransom Humanities Research Center de l'Université du Texas à Austin. C'est ce dernier qui a depuis organisé ce fonds qui correspond à la période d'écriture la plus intense de Denton Welch,.
En 2017 Daniel J. Murtaugh publie la correspondance de Welch avec Eric Oliver Goodnight Beloved Comrade: The Letters of Denton Welch to Eric Oliver.

## Réception et postérité
Pour William S. Burroughs, dans sa préface à l'édition de 1997 de Soleils brillants de la jeunesse, « À la question "Quel est l’écrivain qui vous a le plus influencé ?", je réponds sans hésitation : Denton Welch… S’il y a un écrivain injustement ignoré, c’est bien lui. »

## Œuvres
En 2020, seuls quatre de ses ouvrages ont été traduits en français.

### Publiées de son vivant
- Maiden Voyage (London: Hamish Hamilton, 1943),  (ISBN 0-241-02376-9). (Exact Change, 1999),  (ISBN 1-878972-28-6).
  - Traduction française : Voyage initiatique ; trad. de l'anglais par Corinne D’Arboussier, 1999, Editions Viviane Hamy
- In Youth is Pleasure (London: Routledge, 1945), (New York: E.P. Dutton, 1985),  (ISBN 0-525-48161-3).
  - Traduction française : Soleils brillants de la jeunesse ; trad. de l'anglais par Michel Bulteau ; préf. de William S. Burroughs, 1997, Editions Viviane Hamy.

### Publications posthumes
- Brave and Cruel and Other Stories (London: Hamish Hamilton, 1948). Comprenant : "The Coffin on the Hill", "The Barn", "Narcissus Bay", "At Sea", "When I Was Thirteen", "The Judas Tree", "The Trout Stream", "Leaves from a Young Person's Notebook", "Brave and Cruel", "The Fire in the Wood"
- A Voice Through a Cloud (London: J. Lehmann, 1950). (London: Enitharmon Press, 2004),  (ISBN 1-904634-06-0).
  - Traduction française : La Promenade interrompue, trad. de l'anglais par Blaise Briod, Plon, 1955.
- A Last Sheaf, edited by Eric Oliver (London: John Lehmann, 1951). Comprenant : "Sickert at St. Peter's", "The Earth's Crust", "Memories of a Vanished Period", "A Fragement of a Life Story", "A Party", "Evergreen Seaton-Leverett", " A Picture in the Snow", "Ghosts", "The Hateful Word", "The Diamond Badge", Poems
- The Denton Welch Journals, edited by Jocelyn Brooke (London: Hamish Hamilton, 1952, revised 1973). As The Journals of Denton Welch, edited by Michael De-la-Noy (London: Allison & Busby, 1984).
  - Traduction française : Journal (1942-1948), trad. de l'anglais et préfacé par Célia Bertin, Plon, 1952.
- Dumb Instrument (London: Enitharmon Press, 1976).
- I Left My Grandfather's House (Allison & Busby, 1984; London: Enitharmon Press, 2006),  (ISBN 1-904634-28-1).
- Fragments Of A Life Story: The Collected Short Writings Of Denton Welch, edited by Michael De-la-Noy (London: Penguin Books, 1987),  (ISBN 978-0140076202). Comprenant : Brave and Cruel, A Last Sheaf et des écrits courts inédits.
- Where Nothing Sleeps: The Complete Short Stories and Other Related Works, edited by James Methuen-Campbell (North Yorkshire: Tartarus Press, 2005),  (ISBN 978-1-872621-94-4).
- A Lunch Appointment (Elysium Press, 1993)
- When I was an Art Student (Elysium Press, 1998)